# 任承恩
任承恩，山西大同人，蔭生出身，1759年授三等紫禁城侍衛，1764年遷福建陸路提標遊擊，歷參將、副將；1784年3月擢陞江南提督，同年4月遷福建陸路提督。

## 生平
- 1786年林爽文事件發生，常青奏派承恩由鹿港登台援助作戰。
- 任貽誤軍機且戰無攻，被革職治罪，原擬判斬立決，上改斬監候。
- 亂平，念承恩父任舉在大金川之戰戰歿，國之忠烈子，乾隆予以特赦無罪開釋但回籍(山西大同)思過；後因1790年11月為「乾隆誕辰恭祝經壇」，由兵部領引見，奉旨出任京師巡捕營副將調用[1]。